# Brendan Behan
Brendan Behan, född 9 februari 1923 i Dublin, död 20 mars 1964 i Dublin, var en irländsk författare som skrev på både engelska och iriska. Han var fängslad 1939-1947 för IRA-verksamhet. Behan vann världsberömmelse med pjäserna Den dödsdömde och Gisslan. Berättelsen Borstalpojken är självbiografisk, och Behan har även gett ut den självbiografiska Confessions of an Irish Rebel.
Dikterna On the eighteenth day of November och The laughing boy från pjäsen Gisslan återfinns på Ann Sofi Nilssons album När kommer dagen i tonsättning av Mikis Theodorakis och med svensk översättning av Ingemar Rhedin.